# Andrew Higginson
Pour les articles homonymes, voir Higginson.
Andrew Higginson, né le 13 décembre 1977 dans le Cheshire, est un joueur de snooker anglais, professionnel depuis 1995.
Le point culminant de sa carrière a lieu en 2007, lorsqu'il atteint la finale de l'Open du pays de Galles en étant quasiment inconnu du grand public. Higginson remporte également la 5e épreuve du championnat du circuit des joueurs de la saison 2011-2012, en 2011, victoire qui constitue son premier sacre dans un tournoi classé. C'est aussi durant cette saison qu'il prend la 18e place du classement mondial, classement qu'il n'a jamais réussit à devancer. 
Originaire de la ville de Widnes, Higginson est surnommé « The Widnes Warrior » par les Britanniques, le « guerrier de Widnes » en français.

## Carrière
Higginson se qualifie pour le circuit principal en 2000, après avoir pris la troisième place du circuit du challenge (Challenge Tour), la deuxième division du snooker mondial. Il s'y maintient 5 ans mais y connaît un succès mitigé, qui lui vaut d'en être relégué. De retour pour la saison 2006-2007, il atteint les huitièmes de finale de la Coupe de Malte en battant Steve Davis 5-4, puis perd contre Ken Doherty 5-2. Dès le tournoi suivant, à l'Open du pays de Galles (Welsh Open), il poursuit sur sa lancée, marquant son premier break maximum en battant Ali Carter, 5-1. Il poursuit en battant John Higgins, 5-3, puis Michael Judge et Stephen Maguire pour arriver en finale. Opposé à Neil Robertson, il est d'abord dépassé par l'Australien qui remporte la première session (6-2). La deuxième session est très différente, Higginson remporte les six manches (frames) suivantes pour mener 8-6, à une manche de la victoire. Mais Robertson égalise, et remporte la manche décisive.
Il se qualifie au championnat du monde en 2009, après un échec au dernier tour de qualification en 2007. Face à Shaun Murphy au premier tour, il mène d'abord 7-6, puis s'incline sur le score de 10-8. 
Higginson remporte un titre du championnat du circuit des joueurs (Players Tour Championship) de la saison 2011-2012, à Sheffield contre John Higgins. Ce succès et des résultats consistants lui permettent d'atteindre la sixième place du classement général du circuit « PTC ». Il se qualifie ainsi pour les finales, où il est battu en demi-finale par Stephen Lee, 4-2. Sa meilleure performance dans un championnat du monde arrive au championnat du monde 2012, durant lequel il atteint le deuxième tour en prenant sa revanche sur Stephen Lee (10-6). Il est battu par le Gallois Jamie Jones au deuxième tour (13-10).
Toujours en 2012, Higginson réalise deux demi-finales durant l'épreuve 1 de Gloucester et l'Open d'Écosse, deux tournois mineurs. Ces résultats, cumulés à deux huitièmes de finale, au Masters d'Allemagne et à l'Open du pays de Galles, le maintiennent à la 22e place mondiale à la fin de la saison 2012-2013.
Entre 2013 et 2016, il ne parvient pas à dépasser le stade des seizièmes de finale (atteint une fois en 2014, à l'Open du pays de Galles), et par conséquent, subit une baisse importante de son classement : il perd 14 places à l'issue de la saison 2013-2014 et sort du top 32, puis redescend no 48 mondial après la saison suivante, et enfin, termine l'année 2016 en 56e position. En revanche, Higginson se rattrape en atteignant la demi-finale de l'Open de Gdynia en février 2016, mais il s'incline face à Mark Selby 4 manches à 2. 
À l'Open de Chine 2017, il passe à deux doigts d'atteindre le stade des quarts de finale : après avoir éliminé David Gilbert (5-3) et Ricky Walden (5-4), il est battu par le no 1 mondial, Mark Selby dans la manche décisive.
En début de saison 2017-2018, Higginson rallie les quarts de finale au Masters de Riga, son meilleur résultat depuis 2012. Il s'incline contre l'Écossais Stephen Maguire, bien qu'il ait été devant tout au long de la rencontre.   
À l'Open de Gibraltar 2019, il est tout proche de rejoindre un nouveau quart de finale, s'inclinant en huitième de finale contre Zhou Yuelong, au terme de la manche décisive (4-3).
Andrew Higginson perd ses droits de jeu sur le circuit professionnel en 2022, après être sorti du top 64 au classement mondial et après avoir échoué à la Q School. Il évolue depuis lors sur le circuit amateur du Q Tour. Lors de la 4e épreuve en 2022 tenue en Suède, Higginson atteint la finale mais est battu par Billy Joe Castle sur le score de 5 manches à 4, à l'issue d'une bille noire respotée.

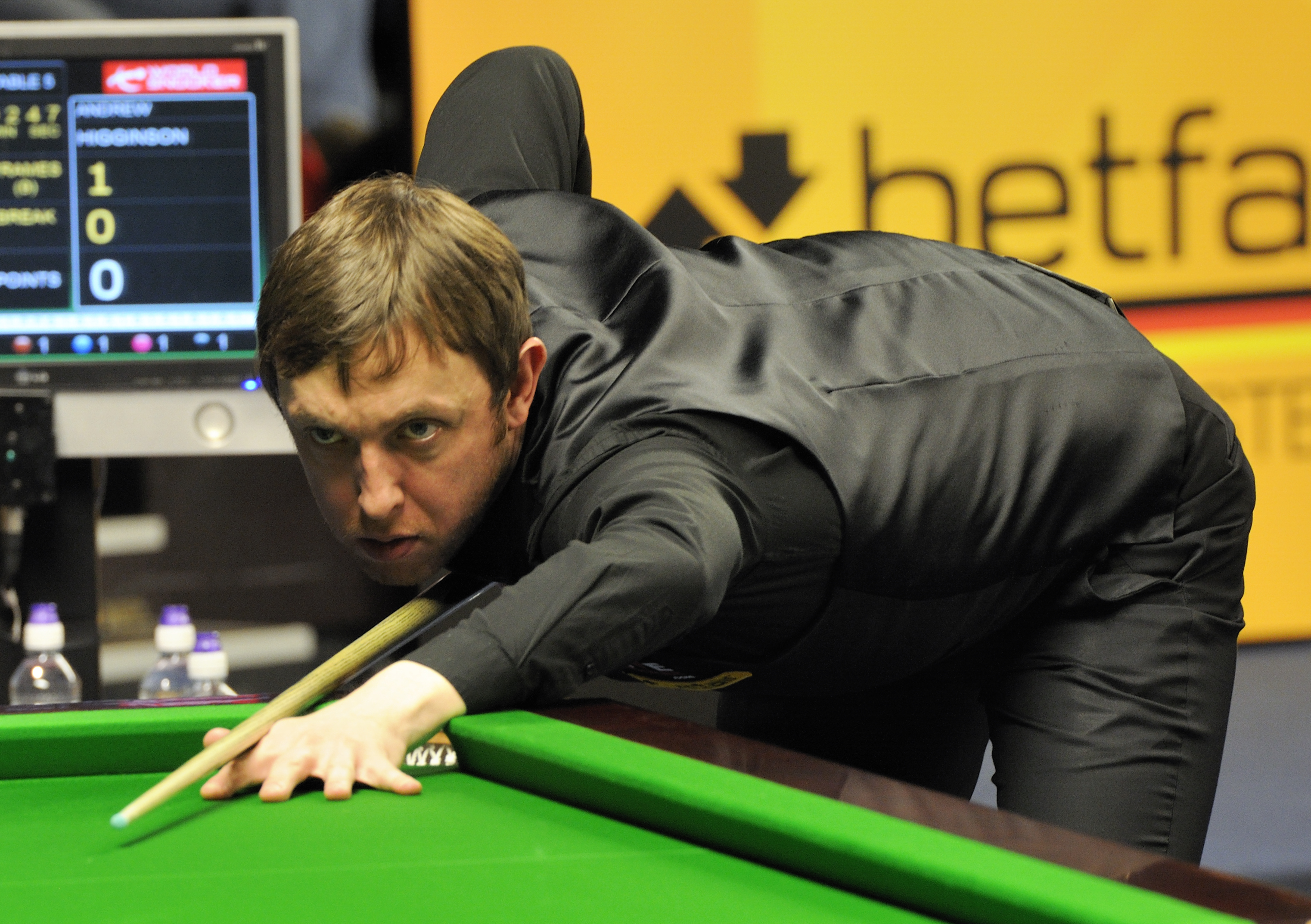
Andrew Higginson, 2013

## Palmarès
| Légende | Catégorie                        | Titres                         | Finales                        |
|         | Tournois classés                 | 0                              | 1                              |
|         | Tournois classés mineurs         | 1                              | 0                              |
|         | Tournois non classés             | 0                              | 2                              |
|         | Tournois pro-am                  | 0                              | 0                              |
|         | Tournois du circuit du challenge | 1                              | 1                              |
|         | Tournois amateurs                | 6                              | 0                              |
| Gras    | Tournois de la triple couronne   | Tournois de la triple couronne | Tournois de la triple couronne |

### Titres
| Saison    | Nom du tournoi                             | Lieu      | Finaliste       | Score | Tableau |
| 1999-2000 | Circuit du Royaume-Uni (épreuve 2)         | Prestatyn | Scott MacKenzie | 6-3   |         |
| 2005-2006 | Séries internationales Pontins (épreuve 8) | Prestatyn | Jamie O'Neill   | 6-3   |         |
| 2011-2012 | Épreuve 3 de Sheffield                     | Sheffield | John Higgins    | 4-1   | Tableau |

### Finales
| Saison    | Nom du tournoi                      | Lieu      | Finaliste        | Score | Tableau |
| 2005-2006 | Open du pays de Galles              | Newport   | Neil Robertson   | 8-9   | Tableau |
| 2009-2010 | Tournoi de qualification au Masters | Prestatyn | Rory McLeod      | 1-6   |         |
| 2012      | Trophée de Hong Kong (printemps)    | Hong Kong | Mark Selby       | 1-7   |         |
| 2022-2023 | Q Tour n°4                          | Stockholm | Billy Joe Castle | 4-5   |         |

### Titres amateurs
- Championnat du nord ouest[9] (1998 et 1999)
- Championnat junior du Merseyside (1997)
- Championnat du nord ouest en double[9] (1996)
- Championnat du nord ouest junior[9] (1995)